# Helophorus browni
Helophorus browni är en skalbaggsart som beskrevs av Mccorkle 1970. Helophorus browni ingår i släktet Helophorus och familjen halsrandbaggar. Inga underarter finns listade i Catalogue of Life.